# Eleições no Paraguai
O Paraguai elege um presidente e uma legislatura. O presidente é eleito por voto direto, para um mandato de 5 anos. O Congresso Nacional é bicameral. A Câmara dos Deputados tem 80 membros, eleitos por 5 anos, por meio de representação proporcional. O Senado tem 45 membros com as mesmas características da Câmara dos Deputados.